# 府中電車区
府中電車区（ふちゅうでんしゃく）とは、福塩線府中駅構内にあった西日本旅客鉄道（JR西日本）の車両基地である。

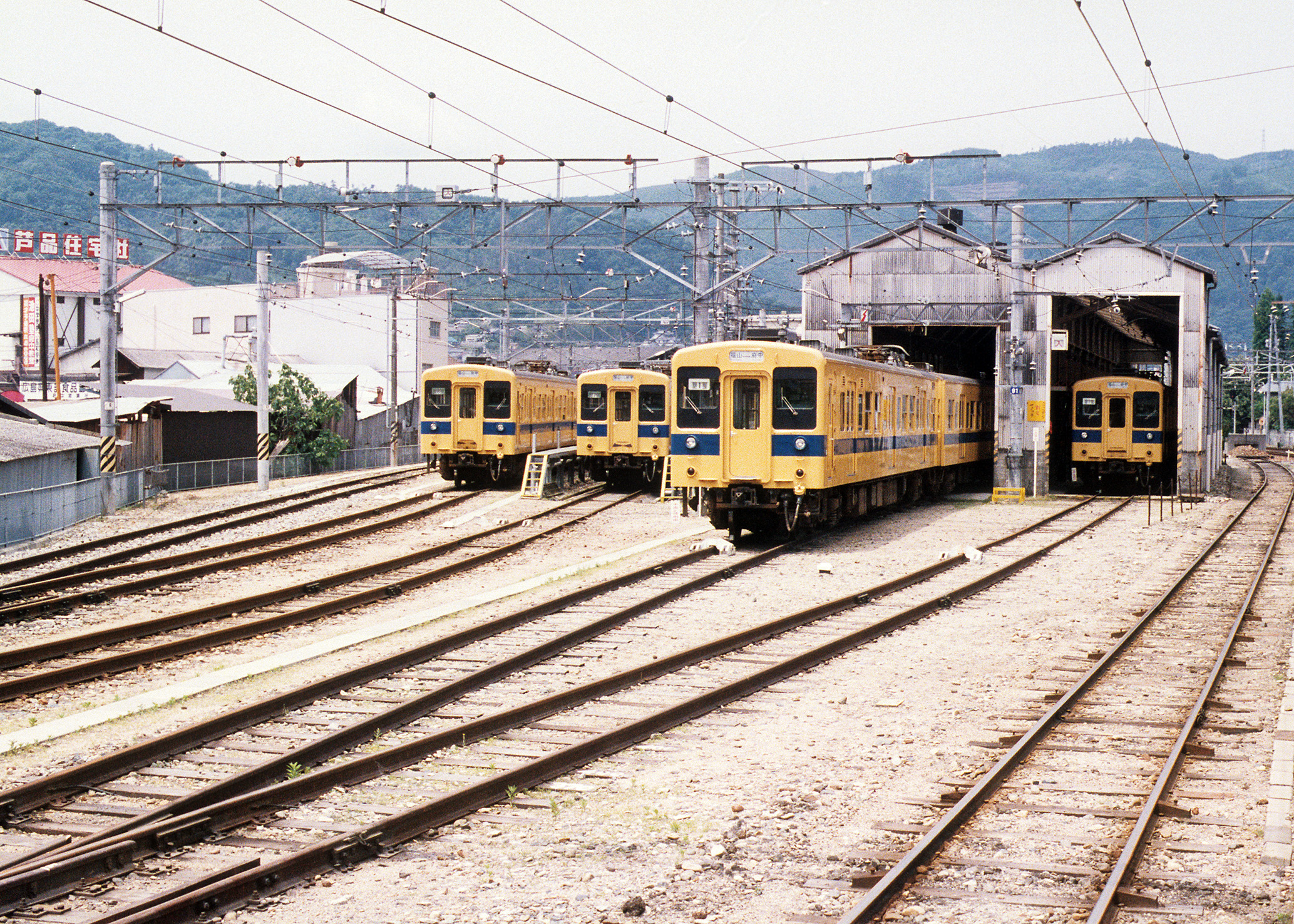
府中電車区（1986年）

## 概要
岡山支社が管轄していた。
元は両備鉄道の車両基地であったが、1933年の買収により国有鉄道に引き継がれたものである。旧両備鉄道区間の軌間1,067mmへの改軌にともない府中町電車区に、さらに1956年の府中市市制施行によって府中町駅が府中駅に改称されたのにともない、府中電車区に改称された。
1987年の国鉄分割民営化に際してはJR西日本に引き継がれたが、1991年の府中鉄道部発足にともない同部の下部組織となった。相前後して車両は岡山電車区に転属し、車両配置がなくなったが、福塩線の運転の要として機能した。
廃止されて久しいが、2017年現在も庫や留置線が残っており日中に使用しない車両の留置や夜間滞泊で使用されている。

## 配置車両に標記されていた略号
岡山支社の略号である「岡」と、府中の電報略号である「フチ」から構成された「岡フチ」であった。

## 配置車両
軌間762mm時代は、電気機関車が客車を牽引する形態で列車が運転されていた。
- ケED10形

改軌完成後は、東京地区の木造電車を架線電圧750V対応に改造した車両が投入されたが、戦後は戦時買収によって国鉄に編入された買収国電が集中的に使用された。その後、1500V昇圧にともない、17m級鋼製車、20m級鋼製車の時代を経て、70系電車の最後の使用線区となった。1981年、70系は105系に置き換えられ、1987年の国鉄分割民営化を迎えることになった。
- モハ1形・クハ6形
- クモハ11形・クモハ12形・クハ16形・クモニ13形
- クモハ51形・クハ68形・クモハ41形・クハ55形
- 70系
- 105系

## 歴史
- 1956年（昭和31年）：府中町電車区から府中電車区に改称。
- 1987年（昭和62年）4月1日：国鉄分割民営化で西日本旅客鉄道の施設になる。
- 1991年（平成3年）4月1日：府中鉄道部に統合されて廃止[1]。